# Дачники (пьеса)
«Дачники» — пьеса Максима Горького, написанная в 1904-м и впервые опубликованная в 1905 году издательством «Знание» («Антология „Знания“ 1904», том III) в Санкт-Петербурге.
Действие пьесы, полной персонажей, которые «…могли бы выйти из чеховского мира», происходит в 1904 году — в том же году, когда умер Антон Чехов. В пьесе драматически изображается российский буржуазный социальный класс и изменения, происходящие вокруг него. В России премьера пьесы состоялась 10 ноября 1904 года в Театре Комиссаржевской в Санкт-Петербурге.
Премьера британской постановки пьесы, осуществлённой Королевской шекспировской труппой, состоялась 27 августа 1974 года в Театре Олдвич в Лондоне. Режиссёром постановки выступил Дэвид Джонс, который познакомил Британию с несколькими пьесами Горького.
В 1999 году Ник Дир адаптировал пьесу для постановки на лондонской сцене Оливье, являющейся частью Королевского национального театра.

## Награды, связанные с пьесой
- Королевский национальный театр в Лондоне выпустил постановку «Дачников» в 1999 году[6]. 22 ноября 1999 года Тревор Нанн получил театральную премию Evening Standard Theatre Awards[англ.] 1999 года за лучшую режиссуру постановок «Венецианского купца» и «Дачников»[7]. Он также получил театральную премию Critics' Circle Theatre Award[англ.] и премию Лоренса Оливье, вручаемую за лучшую режиссуру[6].